# Asteia acrosticalis
Asteia acrosticalis är en tvåvingeart som beskrevs av Curtis W. Sabrosky 1957. Asteia acrosticalis ingår i släktet Asteia och familjen smalvingeflugor. Inga underarter finns listade i Catalogue of Life.